# Doppelpulstest

Prinzipieller elektrischer Aufbau des Doppelpulstest.

Der Doppelpulstest ist ein Standardtestverfahren zur Charakterisierung des Schaltverhaltens von Leistungshalbleitern, wie IGBTs, MOSFETs und die meist mit dem Halbleitermaterial Galliumnitrid aufgebauten HEMTs.

## Testaufbau
Der Testaufbau des Doppelpulstests umfasst eine Gleichspannungsquelle, an die das zu untersuchende Leistungshalbleiterbauelement in Reihe mit einer Freilaufdiode angeschlossen ist. Parallel zu der Diode befindet sich eine Spule mit ausreichend hoher Induktivität, um während des Schaltvorgangs des Leistungshalbleiterbauelementes einen nahezu konstanten Stromfluss zu gewährleisten. 
Üblicherweise wird als Spannungsquelle ein aufgeladener Kondensator verwendet, der so dimensioniert ist, dass während des Doppelpulstests die Spannung des Kondensators ungefähr konstant bleibt.

## Testablauf

Ablauf des Doppelpulstest

Der Doppelpulstest läuft wie folgt ab.
- Zeitpunkt {\displaystyle t_{\mathrm {0} }}: Das zu untersuchende Leistungshalbleiterbauelement wird eingeschaltet. Dadurch beginnt der Lasttrom {\displaystyle i_{\mathrm {L} }} in der Spule zu steigen
- Zeitpunkt {\displaystyle t_{\mathrm {1} }}: Das zu untersuchende Leistungshalbleiterbauelement wird ausgeschaltet. Der Laststrom {\displaystyle i_{\mathrm {L} }} kommutiert auf die Freilaufdiode. Durch die hohe Induktivität der Spule bleibt der Strom annähernd konstant.
- Zeitpunkt {\displaystyle t_{\mathrm {2} }}: Das zu untersuchende Leistungshalbleiterbauelement wird eingeschaltet. Dadurch kommutiert der Laststrom {\displaystyle i_{\mathrm {L} }} zurück auf den Leistungshalbleiter und steigt weiter an.
- Zeitpunkt {\displaystyle t_{\mathrm {3} }}: Das zu untersuchende Leistungshalbleiterbauelement wird ausgeschaltet. Dadurch kommutiert der Laststrom {\displaystyle i_{\mathrm {L} }} wieder auf die Freilaufdiode. Da kein weiterer Schaltvorgang folgt, sinkt der Strom durch die Verluste in der Spule und der Freilaufdiode wieder auf null ab.

Da bei einem Versuchsdurchlauf üblicherweise das Ein- und Ausschaltverhalten des Leistungshalbleiterbauelementes für einen konstanten Schaltstrom aufgenommen werden soll, wird zu {\displaystyle t_{\mathrm {1} }} das Ausschaltverhalten und zu {\displaystyle t_{\mathrm {2} }} das Einschaltverhalten des Leistungshalbleiterbauelementes betrachtet. Dafür wird üblicherweise ein Oszilloskop eingesetzt.
Da der Doppelpulstest meisten nur einige hundert Mikrosekunden oder wenige Millisekunden dauert, ändert sich die Temperatur der Leistungshalbleiterbauelemente kaum. Dies ist wichtig, da die Temperatur einen signifikanten Einfluss auf die Verläufe von Strom und Spannung während des Schaltvorganges hat.

## Einsatz
Der Doppelpulstest wird unter anderem in der Stromrichterentwicklung eingesetzt, um die Schaltverluste der Leistungshalbleiterbauelementes zu bestimmen, die eingesetzt werden sollen. Hierbei wird üblicherweise der Einfluss der folgenden Parameter auf die Schaltverluste untersucht:
- Schaltstrom,
- Schaltspannung (gegeben durch die Gleichspannungsquelle),
- Temperatur der Leistungshalbleiterbauelemente,
- Streuinduktivität im Kommutierungskreis.

Der Schaltstrom kann dabei über Veränderung des Zeitpunkts {\displaystyle t_{\mathrm {1} }} eingestellt werden. Die Temperatur des Leistungshalbleiterbauelementes wird über ein externes Temperiergerät und die Gleichspannung durch ein passendes Vorladen des Kondensators eingestellt. Die Streuinduktivität wird durch Veränderung der Anschlüsse des Kommutierungskreises variiert.
Zudem dient der Doppelpulstest der Untersuchung von selbst entwickelten Treiberschaltungen. Hierbei ist insbesondere der Einfluss des Gatewiderstandes auf die Verluste von Interesse.